# Stora Bokbytardagen
Stora Bokbytardagen är ett svenskt evenemang, som går ut på att människor byter böcker med varandra. De som vill byta böcker bär boken synligt under dagen, och de som vill byta till sig den boken tar kontakt. Stora Bokbytardagen är gratis och drivs inte av något vinstintresse. Sedan 2017 arrangeras dagen av föreningen Medveten Konsumtion.

## Historik
Stora Bokbytardagen startade 2009 av Ida Torkkeli och Joakim Karlsson. Syftet med evenemanget var att människor ska få boktips av varandra och att böcker ska ge människor en ny möjlighet att börja prata med varandra.
2010 invigdes Stora Bokbytardagen i Humlegården av konsumentminister Nyamko Sabuni. Stora Bokbytardagen hölls det året på 46 platser runt om i Sverige.
2014 inföll den Stora Bokbytardagen 16 maj och arrangeras likt tidigare år på många platser runt om i landet. Till exempel har Sergels torg i Stockholm och Järntorget i Göteborg tidigare fungerat som bytesplatser. 
Det fanns 2019 ett sjuttiotal bokbytarstationer runt om i landet, inklusive på Karlstads universitet.